# کارولینا کاستاگراند
کارولینا کاستاگراند (انگلیسی: Carolina Costagrande؛ زادهٔ ۱۵ اکتبر ۱۹۸۰) یک بازیکن والیبال اهل آرژانتین است که برای تیم ملی والیبال زنان ایتالیا به میدان می‌رود.